# 김창엽
김창엽(생년 미상 ~ )은 조선민주주의인민공화국의 정치인이다. 조선로동당 중앙위원회 후보위원 겸 조선농업근로자동맹 중앙위원회 위원장이다.

## 경력
평양직할시 삼석구역 당위원회 책임비서와 대동군 청년동맹 비서를 거쳐 2017년 3월 	조선농업근로자동맹 중앙위원회 위원장에 임명되었다. 2017년 10월 7일 당 중앙위원회 제7기 제2차전원회의를 통해 당중앙위원회 후보위원으로 선출되었다.